# Guillaume Lejean
 (juillet 2023).
Améliorez-le ou discutez des points à vérifier. 
Guillaume Marie Lejean est un géographe et un explorateur français né le 1er février 1824 à Plouégat-Guérand (Finistère) où il est mort le 2 février 1871.

## Biographie
Guillaume Lejean n'est pas connu du grand public, car c'était davantage un savant qu'un héros. Il ne fut ni Livingstone, ni Burton et Speke, ceux-là qui découvrirent les sources du Nil, mais en son temps, il est reconnu par ses pairs et devint célèbre. Jules Verne le cite maintes fois dans Cinq semaines en ballon, de même qu'Élisée Reclus. Guillaume Lejean découvrit les Balkans, fit sortir la géographie des cabinets, fut ethnographe en s’intéressant au destin des peuples, aux langues et aux systèmes politiques, et lui, ce fils de petit fermier du Trégor, compatit aux souffrances des paysans de par le monde et dénonça toujours les injustices et le fanatisme rencontrés lors de ses pérégrinations. Derrière le savant, le travailleur acharné, qui usa sa vie sur les chemins du monde pour mourir à 47 ans, sans avoir achevé son œuvre, sans avoir recueilli toute la gloire de ses travaux, on découvre un homme éminemment attachant, intelligent, vif en même temps que juste et pondéré, ferme dans ses convictions démocratiques, un écrivain plein de probité.

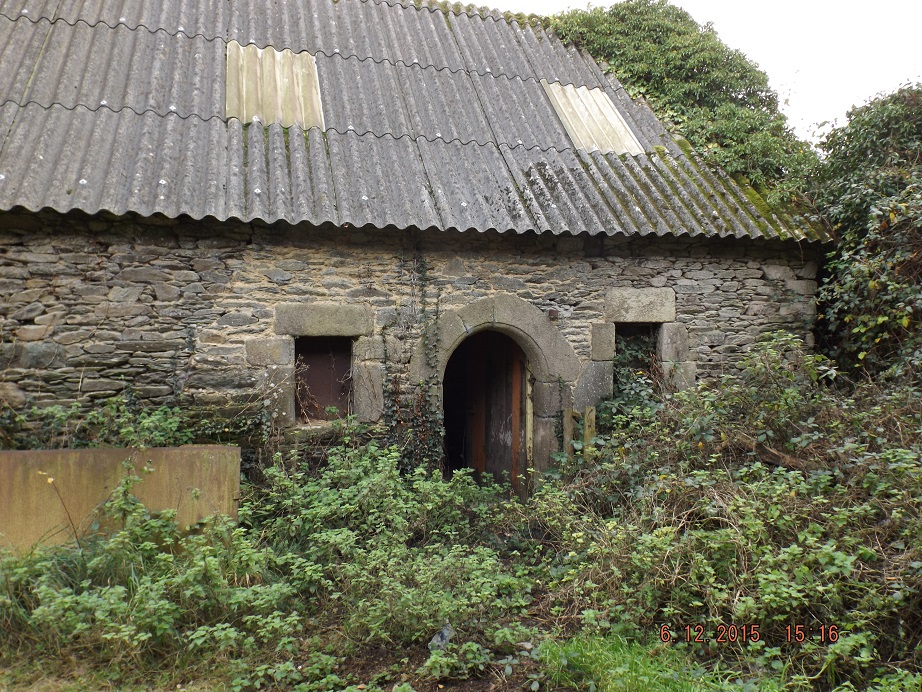
Guérand Vihan, maison natale de Guillaume Lejean

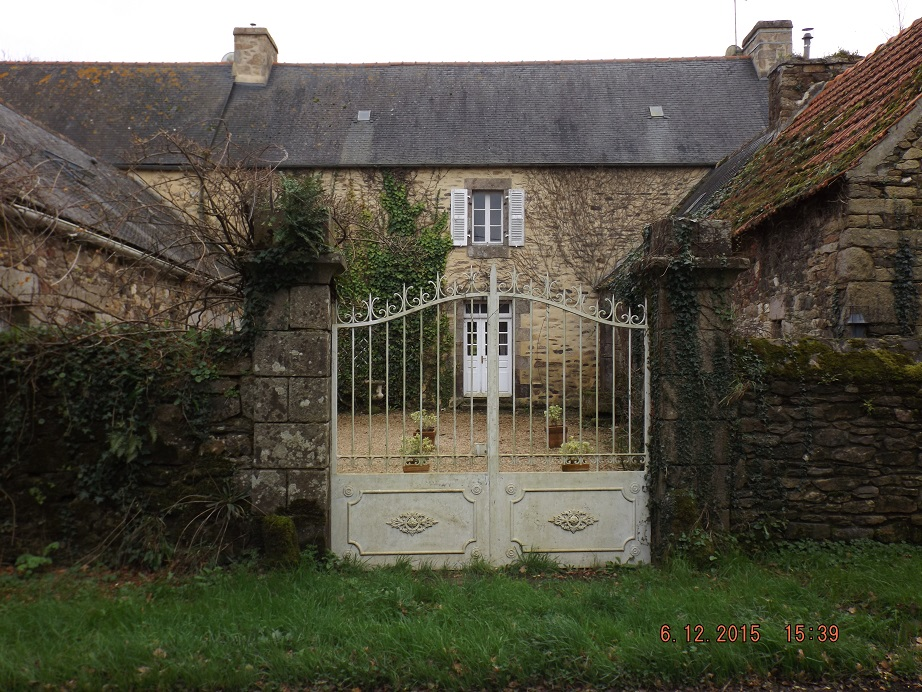
Traon Dour, maison où Lejean finit ses jours

Guillaume Lejean, naît en 1824 au Guérand Vihan, à Plouégat-Guérand, près de Morlaix, dans une famille de petits paysans (il est le fils de René Lejean et de Marguerite Le Breton) . Après de bonnes études classiques, on le destina à la prêtrise, mais, s'il était parfois sujet à des crises de mysticisme, il refusa cette voie. Il avait toutes les qualités du « kloarek » qui, selon son compatriote Olivier Souvestre, est un « fils du peuple, et dont la devise est : Amour, Foi démocratique, Liberté ».
Tour à tour, enseignant, fonctionnaire à Nantes, Morlaix (dès 1841 il écrit dans le journal L'Écho de Morlaix) ou Quimper, archiviste de 1844 à 1847, il se livre à des études bretonnes, tenant à sa liberté et ne supportant la contrainte politique ; il collabore à des journaux locaux, rédige des notices pour les Biographies bretonnes du Brestois Prosper Levot, mais rêve déjà d'espaces plus vastes quitte à délaisser les situations assurées. Sans fortune et sans appuis, il se sent pourtant à l'étroit dans « le triangle officiel d'une administration de fer et la verge sournoise du clergé tout-puissant » et le climat conservateur de l'époque. Inspiré par ses mentors, les historiens Jules Michelet et Augustin Thierry, il publie en 1846, une histoire politique et municipale de la ville et de la communauté de Morlaix, tirée du manuscrit de Joseph Daumesnil, suivi en 1849, d'un fort volume sur la Bretagne, son histoire, ses historiens. 
Favorable à la révolution de 1848, Lejean monte à Paris et collabore au quotidien politique Le Pays, dirigé par Lamartine, dont il fut secrétaire de 1850 à 1853 ; ce qui ne lui laissa pas que de bons souvenirs. Mais bientôt, il devient aussi le géographe attitré du Magasin pittoresque, il écrit dans le Tour du monde et la Revue des deux Mondes.
En 1856, Lejean devient membre de la prestigieuse Société de géographie, la première créée au monde, mais elle vivote car il s'y trouve trop de ces « géographes en pantoufles » à la « sédentarité frileuse ». Avec quelques autres, Lejean va changer tout cela et contribuer à sortir la géographie française des cabinets et des théories (système de Buache), et l’intéresser à l'humain.
Dès lors, ses contacts, ses amitiés, les deux audiences auprès de Napoléon III, par l'intermédiaire d’Hortense Cornu, amie de Napoléon, Lejean obtint huit missions en Orient et en Afrique, qui l'admirent définitivement parmi les géographes de son temps. Napoléon III, l'être falot décrit par la République, fut en réalité à l'origine d'un mécénat archéologique sans précédent, qui fit sortir des limbes la préhistoire, la civilisation celtique, l'ancienne Gaule de même qu'il créait le musée des antiquités nationales de Saint-Germain-en-Laye.

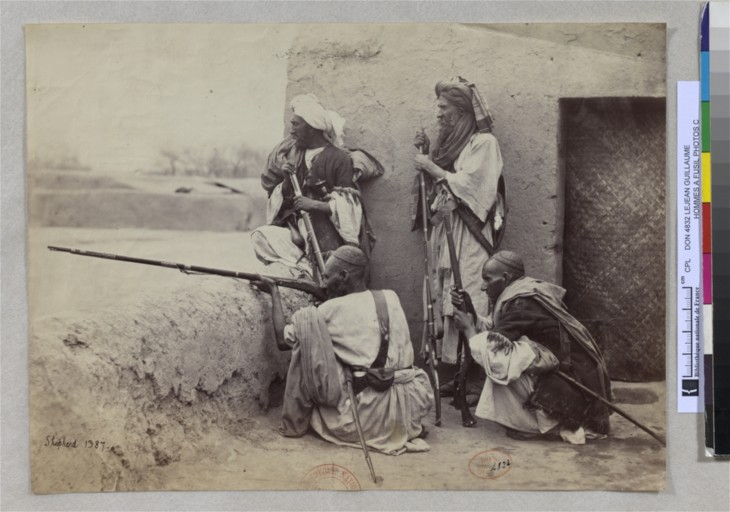
Quatre hommes à fusils en Inde vers 1880 (photographie de Guillaume Lejean)

Dès 1857, Guillaume Lejean partit étudier les plus turbulentes régions d'Europe : la Valachie, la Moldavie et la Bulgarie, l’Albanie, le Monténégro et la Bosnie… la future poudrière des Balkans. Il en étudia la géographie et l'ethnographie, et publia une carte ethnographique dans la célèbre revue allemande Petermanns Geographische Mitteilungen de Petermann (1861) qui révélait l’extrême intrication des peuples et des religions dans la Turquie d’Europe.
Dans l'intervalle, de 1860 à 1863, Lejean participe à la quête des sources du Nil. À partir de Khartoum, il visita tout d'abord le Kordofan et le Darfour (ancienne province de l'est du Soudan), puis contraint de revenir à Khartoum, il rejoint la ville de Gondokoro (près de l'Ouganda actuel) par le Nil blanc, mais il ne put la dépasser, en raison d'un état permanent de guerre entretenu par les esclavagistes. Il n'était plus qu'à 600 km du lac Victoria, non loin des sources du Nil. Au retour, il explore la région marécageuse de Bahr el-Ghazal. En 1862, il est nommé vice-consul de France en Abyssinie (Éthiopie actuelle), mais il en est expulsé en septembre 1863 avec d'autres Européens. En 1864, il explora le Kassala (est Soudan) et le pays des Bogos (Soudan). Rentré à Paris, il publia Voyage aux deux Nils et Théodore II : le nouvel empire d'Abyssinie et les intérêts français dans le Sud de la mer Rouge (1865). Il repartit en 1865 vers l'Asie Mineure, marchant sur les traces d’Alexandre, muni de son Arrien, voyageant de conserve avec Plutarque et Quinte-Curce, longeant les mêmes côtes que Néarque, parcourant la Mésopotamie, le golfe Persique et le bassin de l'Indus, partout fustigeant tyrans, négus, maharajah ou pachas, sans céder à un orientalisme à la mode. Sa dénonciation vigoureuse de l'esclavage le porte au rang d'Albert Londres ou d'André Gide. En 1879, lors d'un banquet, Victor Hugo déclara abruptement que « l’Afrique n'a pas d'histoire. Une sorte de légende vaste et obscure l'enveloppe », que « cette Afrique farouche n'a que deux aspects : peuplée, c'est la barbarie ; déserte, c'est la sauvagerie » ; contre ces phrases fatidiques, sinistres et prophétiques, Lejean, ce parfait honnête homme, donna au cours de sa vie, des leçons de modération à notre génie des lettres.
En 1871, miné par la défaite de la France, affaibli par des fièvres et 14 années de voyages, Guillaume Lejean s’éteignait à 47 ans, dans le berceau des siens et sa jolie maison de Traon Dour.

## Ouvrages

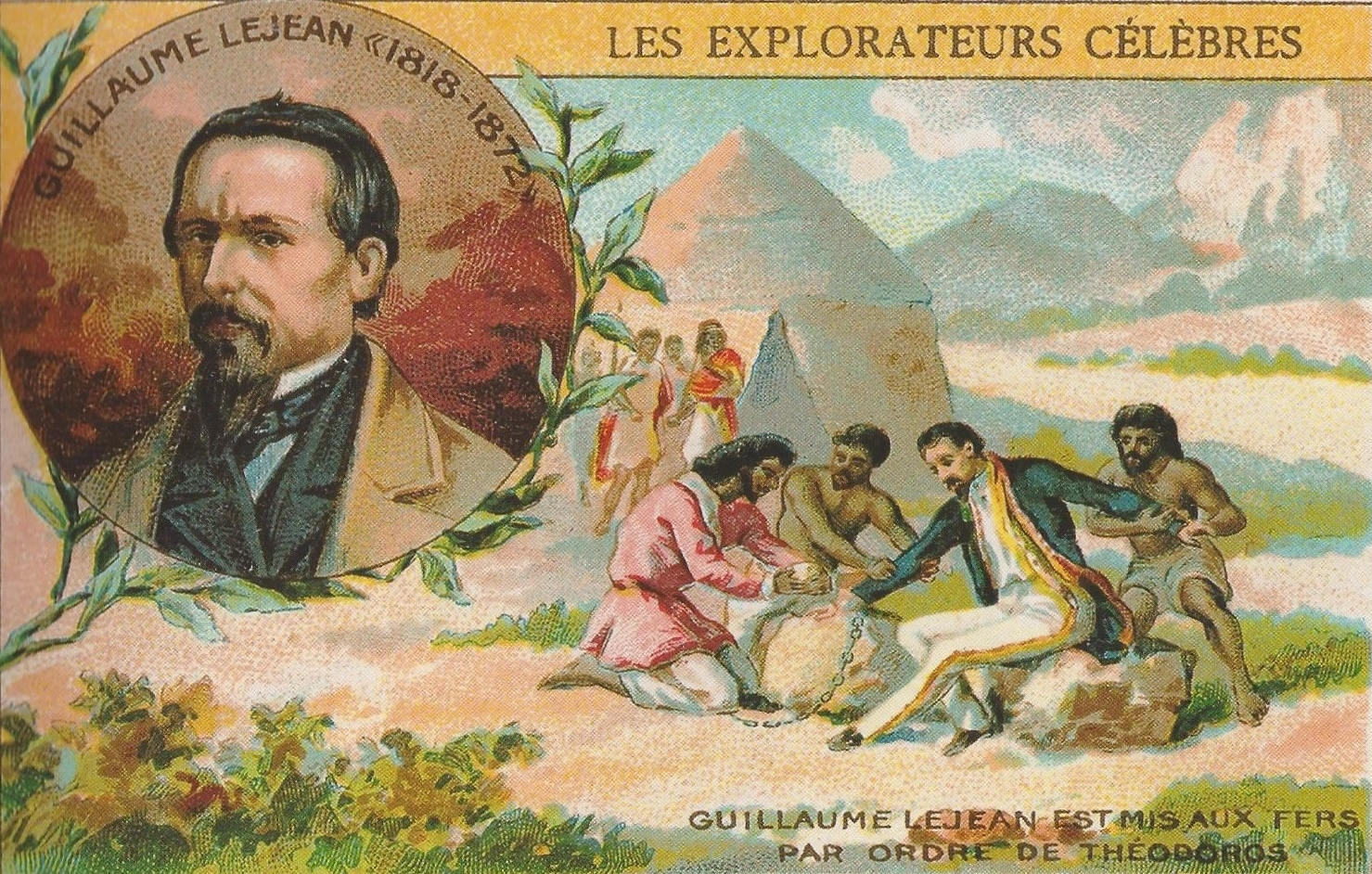
Image représentant Guillaume Lejean

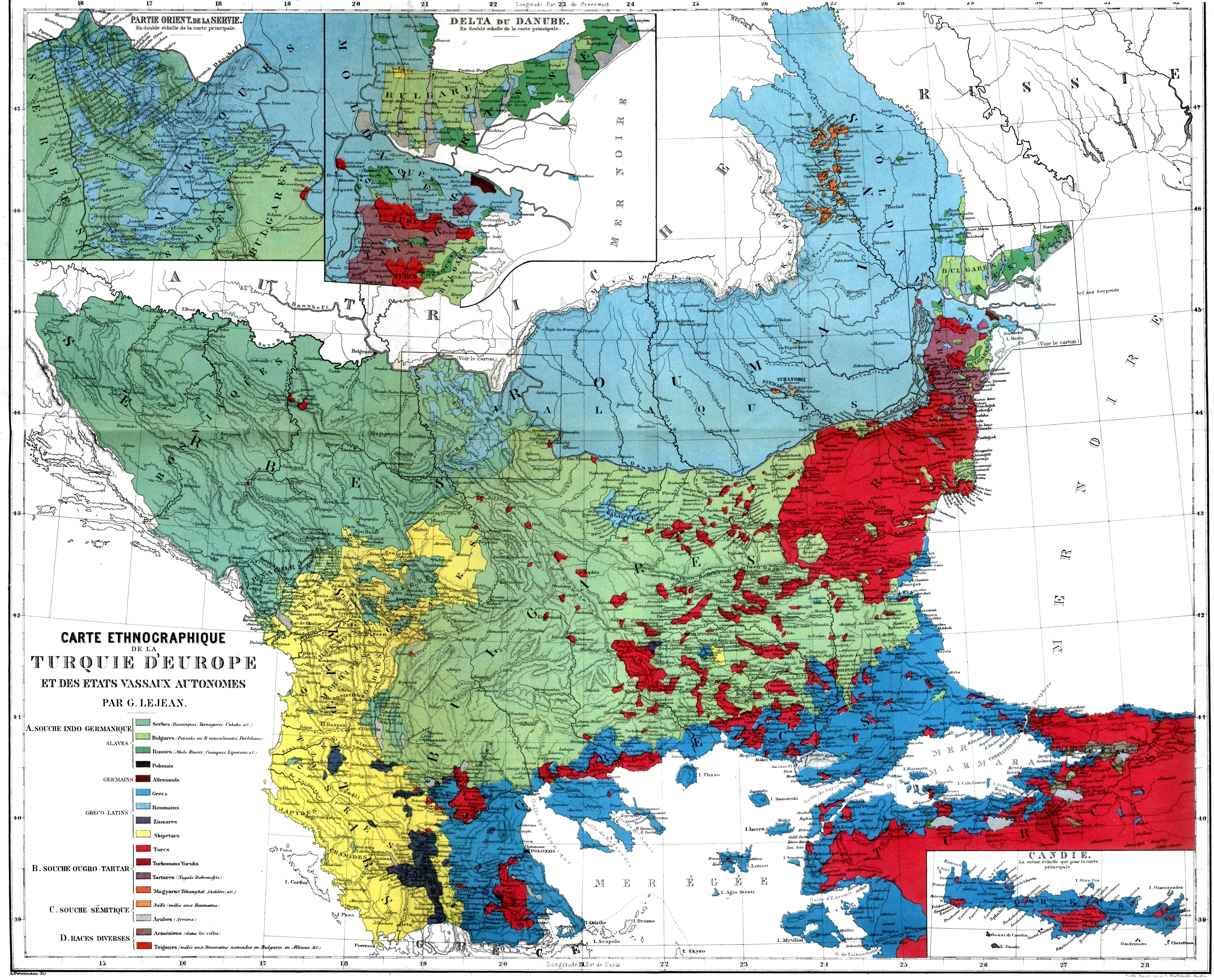
Carte ethnographique de la Turquie d'Europe et des états vassaux autonomes, dans Ethnographie de la Turquie d'Europe par Guillaume Lejean, 1861

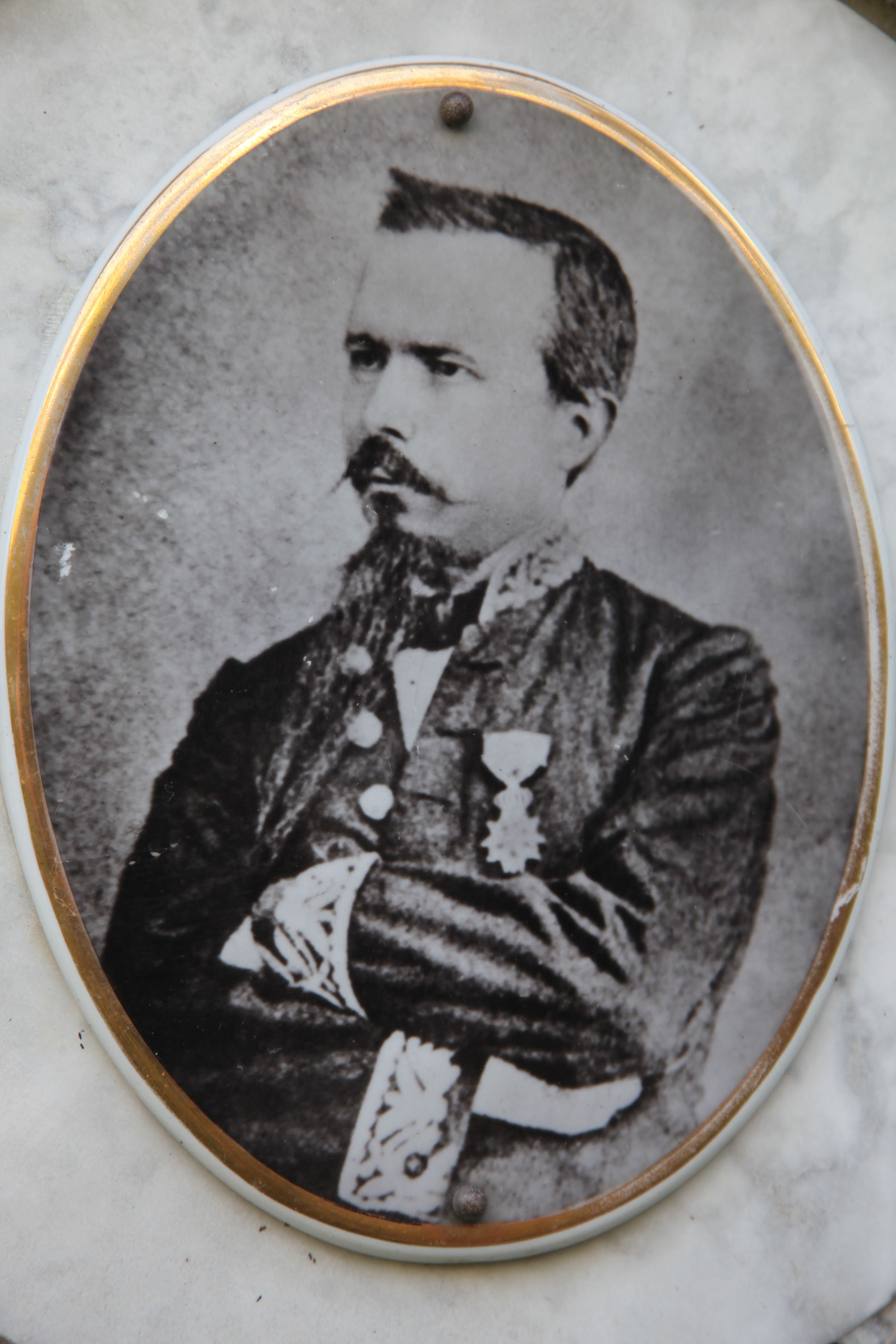
En uniforme de vice-consul avec la croix de la Légion d'honneur. Cénotaphe près de l'église de Plouégat-Guérand

- Histoire politique et municipale de la ville et de la communauté de Morlaix, depuis les temps reculés jusqu'à la Révolution française, 1846
- La Bretagne, son histoire et ses historiens, 1849
- « Voyage en Albanie et au Monténégro », « Voyage en Herzégovine », 1858-59, Le Tour du monde, publié par Édouard Charton, vol. 1, 1860
- « Voyage dans l'Afrique orientale », 1860, Le Tour du monde, vol. 2 1860
- « Voyage dans l'Afrique orientale », 1860, Le Tour du monde, vol. 3, 1861
- « Voyage dans l'Afrique orientale », 1860, Le Tour du monde, vol. 5, 1862
- « Voyage au Kordofan », 1860, Le Tour du monde, vol. 7, 1863
- « Notes d'un voyage en Abyssinie », 1863, Le Tour du monde, vol. 9, 1864
- « Voyage au Taka, Haute Nubie », 1864, Le Tour du monde, vol. 11, 1865
- « Voyage en Abyssinie », 1862-1863, Le Tour du monde, vol. 12, 1865
- « Voyage en Abyssinie », 1862-1863, Le Tour du monde, vol. 15, 1867
- « Appendice au Voyage en Haute-Nubie - Révolte et sac de Kassala », 1865, Le Tour du monde, vol. 15, 1867
- « Irak, Voyage dans la Babylonie », 1848-1860, Le Tour du monde, vol. 16, 1867
- « Le Panjab et le Cachemire », 1866, Le Tour du Monde, vol. 18, 1868 et vol. 21, 1870
- « Voyage en Bulgarie », 1867, Le Tour du monde, vol. 26, 1873
- « Une nuit d'hiver dans l'Anti-Taurus (Asie Mineure) », 1866, Le Tour du monde, vol. 26, 1873
- Ethnographie de la Turquie d'Europe, (bilingue français et allemand) éditeur Justus Perthes, Gotha, 1861
- Voyage aux deux Nils : Nubie, Kordofan, Soudan oriental, exécuté de 1860 à 1864, Hachette, Paris, 1865
- Théodore II : le nouvel empire d'Abyssinie et les intérêts français dans le Sud de la mer Rouge, Amyot, Paris, 1865
- Voyage en Abyssinie, exécuté de 1862 à 1864, Hachette, Paris, 1873
- « Le Haut-Nil et le Soudan, souvenirs de voyage - I. Les empires noirs et les nouvelles découvertes au Fleuve-Blanc », la Revue des Deux Mondes, février 1862
- « Le Haut-Nil et le Soudan - II. La vie européenne à Khartoum et la traite, souvenirs de voyage », la Revue des Deux Mondes, avril 1862
- « Théodore II et le nouvel empire d'Abyssinie - I. La jeunesse et l’avènement de Théodore «, la Revue des Deux Mondes, novembre 1864
- « Théodore II et le nouvel empire d'Abyssinie - II. La politique du Négus depuis 1861, ses rapports avec l'Europe », la Revue des Deux Mondes, décembre 1864
- « Le Sennaheit - Souvenirs d'un voyage dans le désert nubien », la Revue des Deux Mondes, juin 1865
- « La Russie et l'Angleterre dans l'Asie centrale - Les Russes en Boukharie », la Revue des Deux Mondes, juin 1867
- « La Russie et l'Angleterre dans l'Asie centrale - Les Anglais sur l'Indus », la Revue des Deux Mondes, août 1867
- « L'Abyssinie en 1868 - L'expédition anglaise et le roi Théodore II », la Revue des Deux Mondes, mars 1868
- « La traite des esclaves en Égypte et en Turquie », la Revue des Deux Mondes, août 1870
- « Les Bulgares », Le Magasin pittoresque, 1865
- « La poésie populaire en Bretagne », la Revue celtique, 1873-1875, T2